# Apolonia (Sifnos)
Apolonia (también llamada Stavri) es un municipio de Sifnos, Cícladas, Grecia. Es la capital (chora) y el pueblo más grande de la isla, con 869 habitantes según el censo griego de 2011.  Es la capital de la comunidad homónima, que incluye los pueblos Vathy, Kamares, Kastro, Platys Gialos, Kato Petali, Faros y Chrysopigi y tiene una población total de 1898 residentes (2021).  Debe su nombre al dios Apolo de la mitología griega.

## Información general
Apolonia se encuentra en la cima de tres colinas en el interior de Sifnos. En el pueblo predomina la arquitectura cicládica tradicional. Entre los nacidos en Apolonia figuran el poeta satírico y periodista Kleanthis Triantafyllopoulos  y Gregorio VII de Constantinopla,